# 김순철 (1960년)
김순철(金淳哲, 1960년 7월 25일 ~ )은 대한민국의 공무원이다. 

## 학력
- 1979년 : 순창고등학교 졸업
- 1983년 : 전북대학교 경제학 학사
- 1985년 : 전북대학교 대학원 경제학 석사
- 1987년 : 서울대학교 대학원 행정학 석사
- 2001년 : 미주리대학교 대학원 경제학 박사

## 경력
- 제27회 행정고시 합격
- 1984 : 경제기획원 공정거래실 근무
- 1985.04 ~ 1987.05 : 경제기획원 공정거래실 거래과 근무
- 1987.05 ~ 1989.02 : 경제기획원 공정거래실 하도급과 근무
- 1990.05 ~ 1992.05 : 상공자원부 중소기업국 진흥과 근무
- 1992.05 ~ 1994.11 : 상공자원부 국제협력과 근무
- 1994.11 ~ 1997.01 : 통상산업부 수출과 근무
- 2002.02 ~ 2003.05 : 산업자원부 생활산업국 생물화학산업과장
- 2003.05 ~ 2004.02 : 산업자원부 무역투자실 수출과장
- 2005.01 ~ 2005.06 : 산업자원부 정책홍보관리실 재정기획관
- 2005.07 ~ 2006.06 : 산업자원부 생활산업국 섬유패션산업과장
- 2006.06 ~ 2007.12 : 산업자원부 정책홍보관리본부 혁신기획팀장
- 2007.12 ~ 2008.03 : 중소기업청 정책홍보관리본부장
- 2008.03 ~ 2010.01 : 중소기업청 기획조정관
- 2012.02 ~ 2014.09 : 중소기업청 차장
- 2015.04 ~ 2018 : 제7대 신용보증재단중앙회 회장
- 2019.02 : 대중소기업농어업협력재단 사무총장
- 2020 ~ 2022 :  중소벤처기업부 상생조정위원회 위원
- 2022 ~ : 법무법인(유한) 대륙아주 고문
- 2022 ~ 2023.07 : 대통령 직속 국민통합위원회 대·중소기업 상생 특별위원회 위원
- 국무총리 규제혁신추진단 자문단 중소기업·국토 담당

| 전임 임충식 | 제28대 중소기업청 차장 2012년 2월 13일 ~ 2014년 9월 11일 | 후임 최수규 |